# Leuronotina philorites
Leuronotina philorites är en insektsart som beskrevs av Otte, D. 1984. Leuronotina philorites ingår i släktet Leuronotina och familjen gräshoppor. Inga underarter finns listade i Catalogue of Life.